# Johannes Vilhelm Jensen
Johannes Vilhelm Jensen (Farsø, Dánia, 1873. január 20. – Koppenhága, 1950. november 25.) Irodalmi Nobel-díjas dán író.

## Élete
Apja állatorvos volt, ő maga is annak készült a koppenhágai egyetemen, de csak három évet fejezett be. Otthonról alig tudták támogatni, ezért kalandregényeket írt, hogy lendítsen anyagi helyzetén. 1896 és 1903 között különféle lapok tudósítójaként járta a világot, különösen Amerikában időzött hosszasan. Paraszttárgyú elbeszéléseiben földijeinek szívós életakaratát és ősi hagyományait dicsérte. Tanulmányaiban a darwini tanokat a társadalomra vetítve, azt bizonygatta, hogy a történelemben a létért való küzdelem, az erősebbik fennmaradásának törvénye érvényesül, s hogy a civilizáció élharcosai a világuralomra hivatott germán fajok, közülük is elsősorban az angolszászok, akik íme, a modern nagyipart is megteremtették. Miután 1940-1943-as háborús években szünetelt a Nobel-díj kiadása, 1944-ben Jensennel folytatódott a díjazottak névsora.

## Művei
- Himmerlandshistorier (Himmerlandi történetek) I–III., 1898–1910, elbeszélések
- Kongens fald (A király bukása), 1900, regény
- Den gotiske renaissance (A gót reneszánsz), 1901, tanulmány
- Himmerlandsfolk (Himmerlandi nép), 1904, elbeszélések
- Madame D’Ora (D’Ora asszony), 1904, regény
- Digte (Költemények), 1906
- Myster, 1–9 (Mítoszok), 1907-1945
- Den lange rejse (A hosszú utazás), 1908–1922, hatkötetes regényciklus
- Årstidene (Az évszakok), 1923, költemények
- Jörgine, 1926, elbeszélések
- Verdens lys (A világ fénye), 1931, költemények
- Den jydske blæst (A jüt szél), 1931, költemények

## Magyarul
- D’Ora asszony. Regény; ford. Karinthy Frigyes; Athenaeum, Bp., 1913 (Athenaeum könyvtár)
- Álomszuszékok és egyéb elbeszélések; ford. Görög Ilona; Athenaeum, Bp., 1918 (Modern könyvtár)
- Jörgine. Elbeszélések; ford. Hetyey József; Kner, Gyoma, 1930
- A király bukása; ford., jegyz. V. Tóth László, előszó Jane Hansen; Kráter Műhely Egyesület, Pomáz, 2000 (Kráter klasszikusok)